# Время года зима
«Время года зима» — российский драматический фильм Светланы Устиновой. Вышел в прокат 24 ноября 2022 года.

## Сюжет
У Кати и её мамы напряжённые отношения. И вдруг Катя узнаёт, что мать внезапно исчезла. После того, как Кате сообщили причину исчезновения мамы, Кате предстоит воссоединиться с мамой и открыть немало нового о ней и о себе.

## В ролях
| Актёр                 | Роль           |
| --------------------- | -------------- |
| Юлия Снигирь          | Катя           |
| Евгения Добровольская | мама           |
| Екатерина Варнава     | Илза           |
| Семён Серзин          | Стасик         |
| Александр Лыков       | Георгий        |
| Артур Ваха            | Николай        |
| Александра Бабаскина  | Майя           |
| Полина Райкина        | Тамара         |
| Игорь Андреев         | бармен         |
| София Петрова         | Катя в детстве |